# Інаґі

35°38′17″ пн. ш. 139°30′17″ сх. д. / 35.63806° пн. ш. 139.50472° сх. д.
Іна́ґі (яп. 稲城市, いなぎし, МФА: [inagʲi ɕi̥]) — місто в Японії, в префектурі Токіо.

## Короткі відомості
Інаґі розташоване в південній частині префектури. Місто засноване 1 листопада 1971 року в результаті підвищення містечка Інаґі до статусу міста. Воно розташоване на ділянці, що пролягає між Тамською височиною і низиною на південному березі середньої течії річки Тама. Містом проходять дві залізниці JR і Кей'о.
В північній частині міста розташована заплава річки Тама, яка починаючи з 4 століття була центром поливного рисівництва. В середньовіччі територією Інаґі проходила дорога Кавасакі, що зв'язувала провінції Саґамі та Мусасі. Тут також знаходилась переправа Яноґуті, біля якої 1338 року загинув герой японського епосу Нітта Йосіокі.
З 17 по 19 століття Інаґі було одним із японських центрів вирощування тамських баклажанів і винограду. Проте після японсько-китайської війни 1894—1895 років на місці сільськогосподарських угідь уряд збудував Другий токійський арсенал Імперської армії Японії. Після Другої світової війни він використовувався як пороховий склад армії США, а з 1990-х років був переобладнаний на рекреаційний центр для американських військовослужбовців. Масове заселення Інаґі відбувалося впродовж 1960—1995 років, що перетворило місто на «спальний район» столиці Токіо.
Основа економіки Інаґі — машинобудування та виробництво електроприладів. Дохідною статтею є також туризм. Місто має багато зон відпочинку, парків, майданчиків для гри в гольф.
Головною культурною окрасою міста є печера Бентен, в якій знаходяться барельєфи буддистських божеств.
Станом на 1 жовтня 2008 площа міста становила 17,97 км². Станом на 1 липня 2011 населення міста становило 85 446 осіб.